# Campanha Meridional (tiểu vùng)
Campanha Meridional là một tiểu vùng thuộc bang Rio Grande do Sul, Brasil. Tiều vùng này có diện tích 14260 km², dân số năm 2007 là 172389 người.